# 井の中のカワズ君
『井の中のカワズ君』（いのなかのカワズくん）は、2005年10月18日から2006年3月21日までフジテレビで毎週火曜24時35分から24時58分（JST）に放送されていた日本のバラエティ番組である。

## 概要
- Yahoo! JAPANの全面的な協力のもと、検索窓から検索されたデータを基に現在、日本国民やゲストとして訪れた芸能人が気になっていることを全てこの番組で公開してしまおうという内容。また、毎回登場するゲストに関してここ数年検索された内容を調査・公開し、そのゲストに対し世間が抱く興味の動向も探る。番組の効果で検索数が伸びたことも多々ある。生協の白石さんなどが代表例。
- 番組最高視聴率は6.4%（2005年10月26日放送）。
- 番組自体は2004年に企画されたが、放送局が見つからず探し回った挙句、フジテレビに打診したという。
- 番組のテーマ曲は「いどの中のかえる」（作詞・作曲：小宮路敏）[1]。
- 2006年1月1日深夜には生放送スペシャルが行われた。
- 2006年1月31日分の放送から、若干の内容変更がなされた。その前までは週替わりで1組のゲストが登場し、前半-検索語のトップ10（のちにトップ5）・後半-ゲストに関する検索情報という構成だったが、リニューアル後はゲスト2組が複数の週にまたがっての出演となった。また、「国民のAI:DA」（Attention, Interesting, Desire, Actionの頭文字を取った造語、アイーダと発音する）というサブタイトルが加わった。

## 出演者

### レギュラー
- 松嶋尚美（当時オセロ）
- 平井理央（当時フジテレビアナウンサー）
- 武井信也（マーズフラッグ社長）
- 矢野広一（ターボリナックス社長）
- 大蘿淳司（Yahoo! JAPAN マーケティング部本部長）
- カワズ君（キャスト不明）

### ゲスト
- 2005年10月18日 - 若槻千夏
- 2005年10月25日 - 次長課長
- 2005年11月1日 - 城咲仁
- 2005年11月8日 - レギュラー
- 2005年11月15日 - 川嶋あい
- 2005年11月22日 - 竹山隆範（カンニング）
- 2005年11月29日 - フットボールアワー
- 2005年12月6日 - 麒麟
- 2005年12月13日 - ふかわりょう
- 2005年12月20日 - 南海キャンディーズ
- 2006年1月1日（スペシャル） - アンジャッシュ、磯山さやか、インリン・オブ・ジョイトイ、大沢あかね、小倉優子、KABA.ちゃん、城咲仁、ダチョウ倶楽部、出川哲朗、ほしのあき、眞鍋かをり、ランディ・マッスル、若槻千夏
- 2006年1月10日 - 梨花
- 2006年1月17日 - 総集編
- 2006年1月24日 - 眞鍋かをり
- 2006年1月31日・2月7日 - 長州小力、前田健
- 2006年2月14日・2月21日・2月28日 - レイザーラモンHG、アンガールズ
- 2006年3月7日・3月14日 - IKKO、假屋崎省吾
- 2006年3月21日 - 総集編
MCの松嶋は2006年4月から始まる後番組『くるくるドカン〜新しい波を探して〜』にも引き続き出演したが、4月から『すぽると!』MCに就任することが決まっていた平井はこの曜日の深夜番組出演を卒業した。そのため、特別編として平井に関する検索情報が流れた。

## スタッフ
- ナレーター：大森章督
- 企画：安達元一、芳賀正光（T&M）
- 構成：北本かつら、石井裕之、ほか
- 演出：武田誠司、蜜谷浩弥
- プロデュース：吉田正樹
- 技術協力：ニユーテレス、FLT、IMAGICA
- 制作協力：ティー・アンド・エム
- 制作：フジテレビ

## ネット局と放送時間

### 同時ネット
- 岩手めんこいテレビ
- 仙台放送
- 新潟総合テレビ
- テレビ新広島

なお、2006年1月1日未明の生放送特番は、上記以外の放送局でも放送されていた。

### 時差ネット
- 関西テレビ 毎週月曜（24時35分から25時、6日遅れ）
- 岡山放送 毎週水曜（24時35分から25時、8日遅れ）
- テレビ熊本 毎週水曜（25時40分から26時5分、8日遅れ）
- テレビ西日本 毎週水曜（25時50分から26時15分、8日遅れ）
- 富山テレビ 毎週土曜（25時20分から25時45分、18日遅れ）
- 沖縄テレビ 毎週土曜（25時50分から26時15分、18日遅れ）